# 斯莫菲特韋斯特羅克
斯莫菲特韋斯特羅克（Smurfit Westrock plc）是一家愛爾蘭-美國公司，總部位於都柏林，生產瓦楞紙和紙包裝。其股票在紐約證券交易所和倫敦證券交易所上市。斯莫菲特韋斯特羅克創業於1934年，並在1938年被收購，更名為Jefferson Smurfit。公司於1964年在愛爾蘭證券交易所上市。